# American Music Awards
The American Music Awards (AMAs) — ежегодная американская музыкальная премия, созданная в 1973 году Диком Кларком для телевизионной сети ABC, когда у тех закончился контракт на трансляцию «Грэмми». В отличие от «Грэмми», где лауреатов выбирают на основании голосов членов Национальной академии искусства и науки звукозаписи, AMAs выбирает их путём опроса общественности и фанатов, голосующих на официальном сайте премии. Статуэтка премии изготовлена нью-йоркским предприятием Society Awards. 

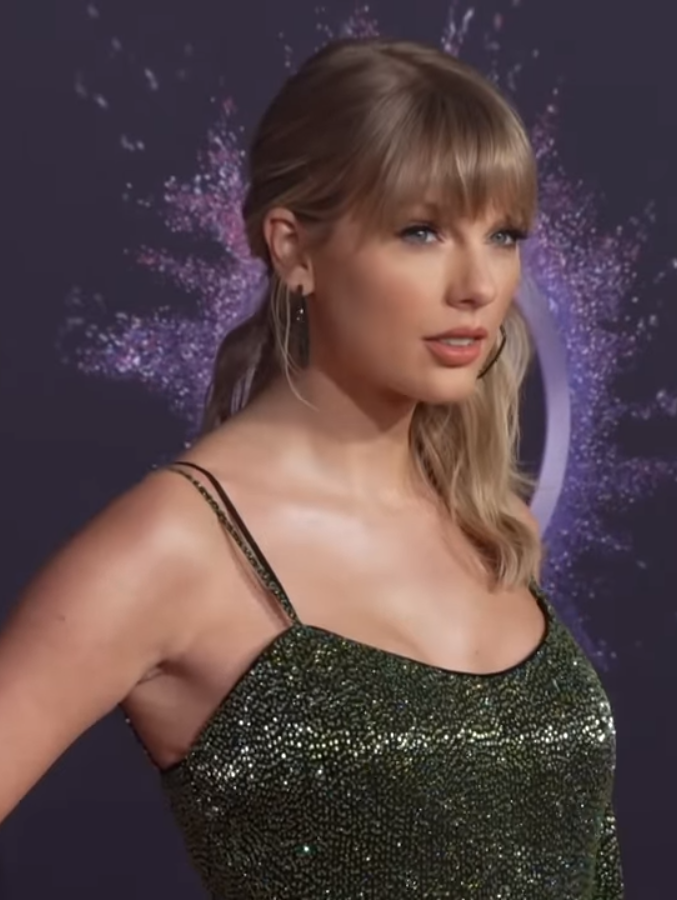
Тейлор Свифт — самый награждаемый исполнитель в истории премии.

## История и обзор

### Концепция
Премия была создана американским телеведущим Диком Кларком в 1973 году как возможность для соперничества с премией «Грэмми», «переехавшей» в Нашвилл, штат Теннесси и будучи «перехваченной» телесетью CBS после того, как первые две церемонии были показаны на ABC. Первая церемония вручения премии прошла в следующем, 1974 году; её ведущими были Родни Аллен Риппи, Рики Сигалл, Майкл Джексон и Донни Осмонд. В 2014 году телесеть Telemundo приобрела права на производство испаноязычной версии премии; в следующем году прошла первая церемония вручения Latin American Music Awards.
В то время, как «Грэмми» определяет лауреатов на основе голосов членов Национальной академии искусства и науки звукозаписи, AMAs выбирает их путём опроса общественности и покупателей музыкальной продукции. Премия содержит номинации, основанные на продажах, онлайн-прослушиваниях, активности в социальных сетях и просмотрах видео. До 2010 года номинации основывались только на продажах и прослушиваниях, а также номинировались все работы, невзирая на их возраст. «Грэмми» имеет номинации, основанные на голосах членов Академии и включающие только работы, созданные в часто меняющийся «срок годности». 

### Ведущие
Ведущими первой телевизионной версии премии стали Хелен Редди, Роджер Миллер и Смоки Робинсон; также Редди стала первой обладательнице премии любимой поп/рок-певице. За первые десять лет существования премия имела множество ведущих, представляющих разные музыкальные жанры. К примеру, Глен Кэмпбелл был ведущим части церемонии, награждающей кантри(кстати, Кэмпбелл был ведущим премии наибольшее количество раз), в то время, когда другие артисты были его соведущими и представляли свои жанры. В последние годы церемония имеет только одного ведущего.
В 1991 году Кинен Айвори Уэйанс стал первым голливудским актёром, ведущим премию.
До 2003 года церемония вручения премии проводилась во второй половине января, но позже была передвинута на ноябрь для того, чтобы не конкурировать с церемониями других крупных премий (таких, как «Золотой глобус» и «Оскар»), а телеканал имел хорошие рейтинги в течение месяца.
По состоянию на 2008 год, ведущим премии три года подряд был телеведущий и комик Джимми Киммел. Следующие три церемонии проводились без ведущих; данный приём был позаимствован у «Грэмми», когда в течение церемонии выступали различные знаменитости. Тем не менее, в 2013—2014 гг. ведущим был рэп-исполнитель Pitbull; в 2015 году церемонию вела певица и актриса Дженнифер Лопез, в 2016 году — модель Джиджи Хадид и комик Джей Фарроа; в 2017 году — актриса Трейси Эллис Росс.
В период 2012—2014 гг. премия в рамках маркетинговой стратегии торговой марки Samsung использовала для выявления лауреатов не конверты, а обои экрана блокировки серии мобильных телефонов Samsung Galaxy. Магнитный экран каждого телефона оставлял изображение обоев с именем победителя скрытым до его открытия. Этот же приём применялся на Billboard Music Awards — премии, также продюсируемой Dick Clark Productions. Традиционные конверты вернулись на церемониях 2015 года.

## Церемонии
| №  | Дата                 | Ведущие                                                                   | Место проведения            |
| -- | -------------------- | ------------------------------------------------------------------------- | --------------------------- |
| 1  | 19 февраля 1974 года | Донни Осмонд • Майкл Джексон • Родни Аллен Риппи • Рики Сигелл            | Театр Эрла Кэролла          |
| 2  | 18 февраля 1975 года |                                                                           | Концертный зал Санта-Моники |
| 3  | 31 января 1976 года  |                                                                           | Концертный зал Санта-Моники |
| 4  | 31 января 1977 года  | Глен Кэмпбелл • Хелен Редди • Лу Ролз • Electric Light Orchestra          | Концертный зал Санта-Моники |
| 5  | 16 января 1978 года  | Дэвид Соул • Глен Кэмпбелл • Натали Коул                                  | Концертный зал Санта-Моники |
| 6  | 12 января 1979 года  | Донна Саммер • Глен Кэмпбелл • Натали Коул                                | Концертный зал Санта-Моники |
| 7  | 18 января 1980 года  |                                                                           | ABC Studios                 |
| 8  | 30 января 1981 года  | Кристал Гейл • Мак Дэвис • Тедди Пендеграсс                               | ABC Studios                 |
| 9  | 25 января 1982 года  | Донна Саммер • Глен Кэмпбелл • Лайонел Ричи                               | Shrine Auditorium           |
| 10 | 17 января 1983 года  | Арета Франклин                                                            | Shrine Auditorium           |
| 11 | 16 января 1984 года  | Лайонел Ричи                                                              | Shrine Auditorium           |
| 12 | 28 января 1985 года  | Лайонел Ричи                                                              | Shrine Auditorium           |
| 13 | 27 января 1986 года  | Дайана Росс                                                               | Shrine Auditorium           |
| 14 | 26 января 1987 года  | Дайана Росс                                                               | Shrine Auditorium           |
| 15 | 25 января 1988 года  | Bee Gees • Мик Флитвуд • Уитни Хьюстон                                    | Shrine Auditorium           |
| 16 | 30 января 1989 года  | Анита Бейкер • Дебби Гибсон • Кенни Роджерс • Род Стюарт                  | Shrine Auditorium           |
| 17 | 22 января 1990 года  | Элис Купер • Анита Бейкер • Глория Эстефан • Наоми Джадд • Вайнонна Джадд | Shrine Auditorium           |
| 18 | 28 января 1991 года  | Кинен Айвори Уэйанс                                                       | Shrine Auditorium           |
| 19 | 27 января 1992 года  | MC Hammer                                                                 | Shrine Auditorium           |
| 20 | 25 января 1993 года  | Бобби Браун • Глория Эстефан • Вайнонна Джадд                             | Shrine Auditorium           |
| 21 | 25 января 1994 года  | Мит Лоуф • Риба Макинтайр • Уилл Смит                                     | Shrine Auditorium           |
| 22 | 30 января 1995 года  | Куин Латифа • Том Джонс • Лорри Морган                                    | Shrine Auditorium           |
| 23 | 29 января 1996 года  | Синбад                                                                    | Shrine Auditorium           |
| 24 | 27 января 1997 года  | Синбад                                                                    | Shrine Auditorium           |
| 25 | 26 января 1998 года  | Дрю Кэри                                                                  | Shrine Auditorium           |
| 26 | 11 января 1999 года  | Брэнди Норвуд • Мелисса Джоан Харт                                        | Shrine Auditorium           |
| 27 | 17 января 2000 года  | Норм Макдональд                                                           | Shrine Auditorium           |
| 28 | 8 января 2001 года   | Бритни Спирс • LL Cool J                                                  | Shrine Auditorium           |
| 29 | 9 января 2002 года   | Дженни Маккарти • Шон Комбс                                               | Shrine Auditorium           |
| 30 | 13 января 2003 года  | Джек Осборн • Келли Осборн • Оззи Осборн • Шэрон Осборн                   | Shrine Auditorium           |
| 31 | 16 ноября 2003 года  | Джимми Киммел                                                             | Shrine Auditorium           |
| 32 | 14 ноября 2004 года  | Джимми Киммел                                                             | Shrine Auditorium           |
| 33 | 22 ноября 2005 года  | Седрик «Развлекатель»                                                     | Shrine Auditorium           |
| 34 | 21 ноября 2006 года  | Джимми Киммел                                                             | Shrine Auditorium           |
| 35 | 18 ноября 2007 года  | Джимми Киммел                                                             | Microsoft Theater           |
| 36 | 23 ноября 2008 года  | Джимми Киммел                                                             | Microsoft Theater           |
| 37 | 22 ноября 2009 года  | —                                                                         | Microsoft Theater           |
| 38 | 21 ноября 2010 года  | —                                                                         | Microsoft Theater           |
| 39 | 20 ноября 2011 года  | —                                                                         | Microsoft Theater           |
| 40 | 18 ноября 2012 года  | —                                                                         | Microsoft Theater           |
| 41 | 24 ноября 2013 года  | Pitbull                                                                   | Microsoft Theater           |
| 42 | 23 ноября 2014 года  | Pitbull                                                                   | Microsoft Theater           |
| 43 | 22 ноября 2015 года  | Дженнифер Лопез                                                           | Microsoft Theater           |
| 44 | 20 ноября 2016 года  | Джиджи Хадид • Джей Фарроа                                                | Microsoft Theater           |
| 45 | 19 ноября 2017 года  | Трейси Эллис Росс                                                         | Microsoft Theater           |
| 46 | 9 октября 2018 года  | Трейси Эллис Росс                                                         | Microsoft Theater           |
| 47 | 24 ноября 2019 года  | Сиара                                                                     | Microsoft Theater           |
| 48 | 22 ноября 2020 года  | Тараджи Хенсон                                                            | Microsoft Theater           |
| 49 | 21 ноября 2021 года  | Карди Би                                                                  | Microsoft Theater           |
| 50 | 20 ноября 2022 года  | Уэйн Брэди                                                                | Microsoft Theater           |

## Номинации

### Текущие номинации
| Номинация                   | Годы                                      |
| --------------------------- | ----------------------------------------- |
| Лучший артист года          | 1996, 2001—2002, 2003 (ноябрь)—н.в.       |
| Лучший новый артист         | 2004—н. в.                                |
| Совместная работа года      | 2015—н. в.                                |
| Видео года                  | 2016—н. в.                                |
| Тур года                    | 2016—н. в.                                |
| Саундтрек года              | 1996—2003 (январь), 2007—2010, 2013—н. в. |
| Любимый поп/рок-певец       | 1974—н. в.                                |
| Любимая поп/рок-певица      | 1974—н. в.                                |
| Любимый поп/рок-дуэт/группа | 1974—н. в.                                |
| Любимый поп\рок-альбом      | 1974—н. в.                                |
| Любимая поп/рок-песня       | 1974—1995, 2016—н. в.                     |
| Любимый R&B/соул-певец      | 1974—н. в.                                |
| Любимая R&B/соул-певица     | 1974—н. в.                                |
| Любимый R&B/соул-альбом     | 1974—н. в.                                |

| Номинация                                      | Годы                          |
| ---------------------------------------------- | ----------------------------- |
| Любимая R&B/соул-песня                         | 1974—1995, 2016—н. в.         |
| Любимый кантри-певец                           | 1974—н. в.                    |
| Любимая кантри-певица                          | 1974—н. в.                    |
| Любимый кантри-дуэт/группа                     | 1974—н. в.                    |
| Любимый кантри-альбом                          | 1974—н. в.                    |
| Любимая кантри-песня                           | 1974—1995, 2016—н. в.         |
| Любимый рэп/хип-хоп-артист                     | 1989—н. в.                    |
| Любимый рэп/хип-хоп-альбом                     | 1989—1992, 2003 (январь)—н.в. |
| Любимая рэп/хип-хоп-песня                      | 2016—н. в.                    |
| Любимый артист Adult contemporary              | 1992—н. в.                    |
| Любимый альтернативный артист                  | 1995—н. в.                    |
| Любимый латиноамериканский артист              | 1996—н. в.                    |
| Любимый артист современной христианской музыки | 2002—н. в.                    |
| Любимый артист электронной музыки              | 2012—н. в.                    |

### Упразднённые номинации
| Номинация                            | Годы                        |
| ------------------------------------ | --------------------------- |
| Сингл года                           | 2013—2015                   |
| Выбор фанатов                        | 2003 (январь)—2003 (ноябрь) |
| Любимое поп/рок-видео                | 1984—1988                   |
| Любимый поп/рок-певец (видео)        | 1985—1987                   |
| Любимая поп/рок-певица (видео)       | 1985—1987                   |
| Любимый поп/рок-дуэт/группа (видео)  | 1985—1987                   |
| Любимый новый поп/рок-артист         | 1989—2003                   |
| Любимый R&B/соул-дуэт/группа         | 1974—2003, 2005—2006, 2009  |
| Любимое R&B-соул-видео               | 1984—1988                   |
| Любимый R&B-соул-певец (видео)       | 1985—1987                   |
| Любимая R&B-соул-певица (видео)      | 1985—1987                   |
| Любимый R&B-соул-дуэт/группа (видео) | 1985—1987                   |
| Любимый новый R&B-соул-артист        | 1989—2003                   |
| Любимое кантри-видео                 | 1984—1988                   |
| Любимый кантри-певец (видео)         | 1985—1987                   |
| Любимая кантри-певица (видео)        | 1985—1987                   |

| Номинация                                | Годы               |
| ---------------------------------------- | ------------------ |
| Любимый кантри-дуэт/группа (видео)       | 1985—1987          |
| Любимый новый кантри-артист              | 1989—2003          |
| Любимый певец диско                      | 1979               |
| Любимая певица диско                     | 1979               |
| Любимый дуэт/группа диско                | 1979               |
| Любимый альбом диско                     | 1979               |
| Любимая песня диско                      | 1979               |
| Любимый хэви-метал/хард-рок-артист       | 1989—1997          |
| Любимый хэви-метал/хард-рок-альбом       | 1989—1992          |
| Любимый новый хэви-метал/хард-рок-артист | 1990—1993          |
| Любимый рэп/хип-хоп-дуэт/группа          | 2003 (январь)—2008 |
| Любимый новый рэп/хип-хоп-артист         | 1990—1994          |
| Любимый танцевальный артист              | 1990—1992          |
| Любимая танцевальная песня               | 1990—1992          |
| Любимый новый танцевальный артист        | 1990—1992          |
| Любимый альбом Adult contemporary        | 1992—1994          |
| Любимый новый артист Adult contemporary  | 1992—1994          |

## Победы
| №  | Артист         | Кол-во наград |
| -- | -------------- | ------------- |
| 1  | Тейлор Свифт   | 40            |
| 2  | Майкл Джексон  | 26            |
| 3  | Уитни Хьюстон  | 22            |
| 4  | Кенни Роджерс  | 19            |
| 5  | Alabama        | 18            |
| 5  | Джастин Бибер  | 18            |
| 6  | Гарт Брукс     | 17            |
| 6  | Кэрри Андервуд | 17            |
| 6  | Лайонел Ричи   | 17            |
| 7  | Бейонсе        | 16            |
| 8  | Риба Макинтайр | 14            |
| 9  | Рианна         | 13            |
| 10 | Бруно Марс     | 11            |
| 10 | Джанет Джексон | 11            |
| 10 | BTS            | 11            |
| 10 | Стиви Уандер   | 11            |

### Победы на одной церемонии
Рекорд по количеству побед за одну церемонию American Music Awards принадлежит Майклу Джексону (1984) и Уитни Хьюстон (1994), имеющим по 8 наград за ночь (включая Award of Merit).
- Майкл Джексон — 8
- Уитни Хьюстон — 8

### Победы по номинациям
Представленный список показывает артистов, имеющих рекорды по количеству побед в определённой номинации. Список взят с официального сайта премии.
- Артист года — Тейлор Свифт (7 побед)
- Песня года — Кенни Роджерс (5 побед)

Рекорд номинации «Песня года» учитывает всех предыдущих победителей подобных номинаций
- Любимый поп/рок-певец — Джастин Бибер (4 победы); Барри Манилоу • Эрик Клэптон • Майкл Болтон • Майкл Джексон • Джастин Бибер (по 3 победы)
- Любимая поп/рок-певица — Тейлор Свифт (6 побед), Оливия Ньютон-Джон • Уитни Хьюстон (по 4 победы)
- Любимый поп/рок-дуэт или группа — BTS (4); Aerosmith • The Black Eyed Peas • Hall & Oates • One Direction (по 3 победы)
- Любимый поп/рок-альбом — Тейлор Свифт (4 победы); • Майкл Джексон • Джастин Бибер (по 3 победы)
- Любимый кантри-певец — Гарт Брукс (8 побед)
- Любимая кантри-певица — Риба Макинтайр (10 побед)
- Любимый кантри-дуэт или группа — Alabama (13 побед)
- Любимый кантри-альбом — Кэрри Андервуд (6 побед), Кенни Роджерс • (5 побед)
- Любимый рэп/хип-хоп-артист — Ники Минаж (5 побед), Эминем (4)

Рекорд номинации «Любимый рэп/хип-хоп-артист» учитывает всех предыдущих победителей номинаций «Любимый рэп/хип-хоп-певец» и «Любимая рэп/хип-хоп-певица»
- Любимый рэп/хип-хоп-альбом — Ники Минаж (3 победы)
- Любимый соул/R&B-певец — Лютер Вандросс (7 побед)
- Любимая соул/R&B-певица — Бейонсе и Рианна (по 7 побед)
- Любимый соул/R&B-альбом — Майкл Джексон (4 победы)
- Любимый альтернативный артист — Linkin Park (6 побед)
- Любимый артист Adult Contemporary — Селин Дион (4 победы)
- Любимый латиноамериканский артист — Энрике Иглесиас (7 побед)
- Любимый современный христианский артист — Casting Crowns (4 победы)
- Любимый электронный/танцевальный артист — Marshmello (3); Кельвин Харрис • The Chainsmokers (2)

## Специальные награды

### Award of Merit
American Music Award of Merit была вручена тридцати двум артистам; последним на данный момент лауреатом является Стинг (2016). 

### International Artist Award of Excellence
International Artist Award of Excellence была вручена семи артистам:
- 1993: Майкл Джексон
- 1994: Род Стюарт
- 1995: Led Zeppelin
- 1997: Bee Gees
- 2001: Aerosmith
- 2007: Бейонсе
- 2009: Уитни Хьюстон

### Icon Award
Продюсер премии Ларри Клайн отметил: «Первая в истории Icon Award вручается артисту, чей объём работы оказал сильное влияние на поп-музыку на глобальном уровне».
- 2013: Рианна
- 2022: Лайонел Ричи

### Dick Clark Award for Excellence
На церемонии 2014 года была впервые вручена Dick Clark Award for Excellence. 
- 2014: Тейлор Свифт

### Award of Achievement
- 1989: Майкл Джексон
- 1990: Принс
- 2000: Мэрайя Кэри
- 2008: Мэрайя Кэри
- 2011: Кэти Перри

### Lifetime Achievement Award
- 2017: Дайана Росс

### Артист десятилетия
- 2000: Гарт Брукс — 1990-е годы[16][17]
- 2019: Тейлор Свифт — 2010-е годы

В том же году AMAs провели опрос для определения Артиста десятилетия для предыдущих декад эпохи рок-н-ролла. Согласно некоторым ресурсам, результаты опроса не были официально признаны как награда выбранным лауреатам. Победителями опроса стали Элвис Пресли (1950-е), The Beatles (1960-е), Стиви Уандер (1970-е) и Майкл Джексон (1980-е).